# Élection présidentielle russe de 2024
L'élection présidentielle russe de 2024 a lieu du 15 au 17 mars 2024 afin d'élire le président de la fédération de Russie.
Il s'agit de la première élection présidentielle organisée depuis les amendements constitutionnels de 2020, qui permettent au président sortant, Vladimir Poutine, de se représenter pour un cinquième mandat, le troisième consécutif.
L'élection est particulièrement marquée par la guerre en cours contre l'Ukraine, qui voit la Russie procéder à une invasion générale du pays en février 2022, alors en situation d'enlisement. Par ailleurs, les territoires ukrainiens occupés par la Russie participent à cette élection, au grand dam de l'Ukraine et de ses alliés occidentaux.  
Emprisonné depuis 2021, le principal dirigeant de l'opposition, Alexeï Navalny, est à nouveau empêché de se présenter, avant de mourir en détention quelques semaines avant le premier tour. Comme lors des précédents scrutins, Vladimir Poutine n'affronte que des candidats de l'opposition « tolérée », affiliés au gouvernement et favorables à la poursuite de la guerre en Ukraine, l'opposition réelle ayant été empêchée de concourir.
Vladimir Poutine est réélu sans surprise avec plus de 88 % des suffrages exprimés. L'opposition dénonce des fraudes massives, de l'ordre de plusieurs dizaines de millions de voix.

## Contexte

### Présidence autoritaire de Vladimir Poutine

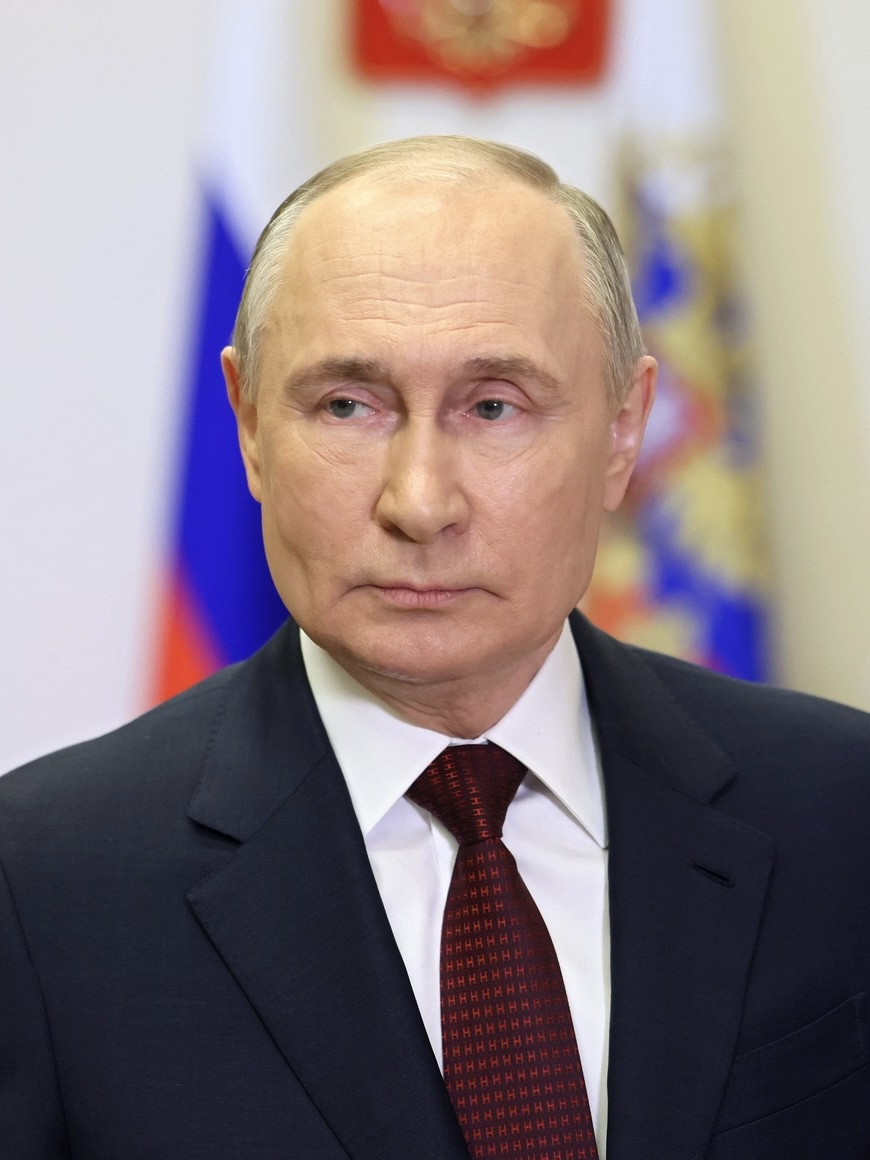
Vladimir Poutine en mars 2024.

À la tête de la Russie depuis la démission de Boris Eltsine fin décembre 1999, Vladimir Poutine est élu en 2000 et 2004, avant de laisser temporairement sa place à Dmitri Medvedev lors de l'élection de 2008, puis d'être réélu en 2012 et 2018 après avoir fait modifier la constitution de 1993 pour faire passer la durée du mandat présidentiel de quatre à six ans.
En plus de deux décennies au pouvoir, Vladimir Poutine met en place un régime autoritaire où l'opposition, les membres des ONG et autres défenseurs des droits humains sont soumis à la censure et à une intense répression, qui les voient couramment emprisonnés via une législation ayant multiplié les possibilités de mises en accusation des « indésirables ». Mené par le parti présidentiel Russie unie, le gouvernement entretient un multipartisme de façade via une opposition tolérée. La répression politique des véritables opposants, emprisonnés ou contraints à l'exil, lui permet ainsi de n'autoriser à concourir que des partis qui lui sont affiliés et dont les candidats « fantoches » ne mènent qu'une opposition de façade, voire servent de faire-valoir via un discours communiste ou ultranationaliste permettant à Vladimir Poutine de se présenter comme un président modéré, sans alternative crédible ou raisonnable,,.
Poutine entreprend courant 2020 une nouvelle révision constitutionnelle, approuvée par référendum, qui modifie en profondeur la Constitution, et lui permet notamment de se représenter pour un cinquième mandat, le troisième consécutif. Sous couvert d'une restriction plus sévère du nombre de mandats — déjà fixée à deux consécutifs, la limitation passe ainsi à deux mandats, sans possibilité d'un troisième, même non consécutif —, la révision permet en réalité à Vladimir Poutine de se maintenir au pouvoir jusqu'en 2036 en remettant explicitement à zéro le compteur du nombre de mandats présidentiels passés ou en cours,.
Les élections législatives de septembre 2021 voient le maintien de l'écrasante majorité de Russie Unie à la Douma d'État. Les élections interviennent après une forte chute de la popularité du parti au pouvoir, à la suite de réformes impopulaires ainsi que des révélations d'Alexeï Navalny sur l'existence d'un luxueux palais caché de Poutine, qui donnent lieu à d'importantes manifestations, durement réprimées,. L'interdiction de tout réel parti d'opposition lors du scrutin, marqué par des fraudes massives, voit le léger recul de Russie Unie au profit de plusieurs nouveaux partis dont Alternative verte et Nouvelles personnes, accusés d'être des partis fantoches dirigés en sous main par le Kremlin afin d'attirer sous son contrôle les partisans d'Alexeï Navalny,,.
Fort de sa majorité parlementaire et d'une constitution réécrite à son profit, Vladimir Poutine annonce lors d'une cérémonie de décoration militaire organisée le 8 décembre 2023 être candidat à sa réélection en 2024,.

### Guerre avec l'Ukraine
L'élection présidentielle intervient dans le contexte de la guerre russo-ukrainienne, qui prend une place majeure dans l'actualité politique russe. Mené depuis 2014 dans le Donbass sous couvert de soutien aux séparatistes prorusses — en parallèle de l'annexion de la Crimée, non reconnue par la communauté internationale —, le conflit se transforme en une guerre de conquête avec l'invasion de l'Ukraine par la Russie en février 2022.
Dans ce contexte de guerre, le système de propagande médiatique est particulièrement développé, malgré quelques rares voix dissonantes. Le président russe bénéficie notamment du soutien de la république populaire de Chine, ce que le président Xi Jinping lui déclare publiquement lors de sa venue en Russie en mars 2023.
L'Ukraine a notamment recours à des attaques de drones sur les installations pétrolières russes, qui forcent le gouvernement à décréter fin février l'interdiction pour six mois des exportations d'essence, afin de stabiliser les prix de son marché intérieur. Les attaques de drones se multiplient cependant à l'approche de l'élection présidentielle. L'armée ukrainienne provoque ainsi le 15 mars des explosions sur les sites de deux autres raffineries dont celle de la compagnie Lukoil à Kstovo, l'une des plus grandes de Russie avec une capacité de raffinage de 17 millions de tonnes de pétrole par an,. Le 16, une autre raffinerie est touchée à Syzran,.

### Empoisonnement d'Alexeï Navalny

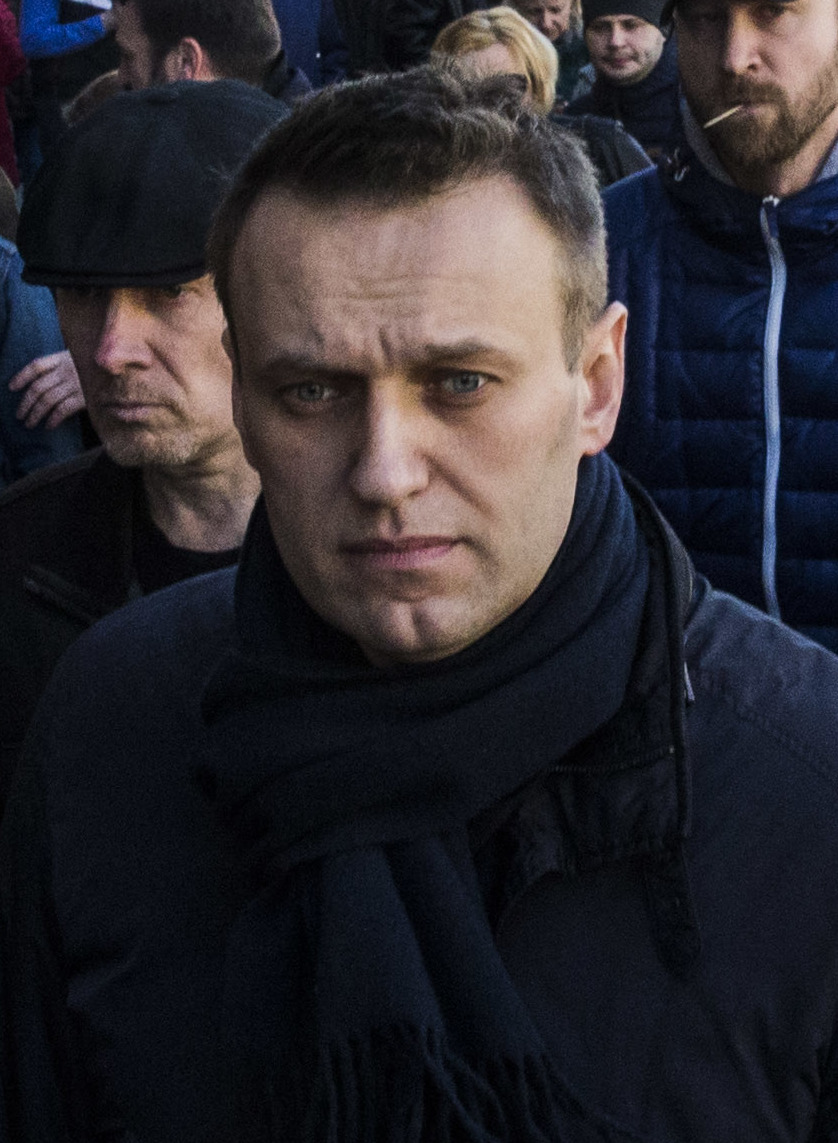
Alexeï Navalny.

L'activiste Alexeï Navalny se fait connaître en janvier 2021 en révélant via le documentaire Un palais pour Poutine. L'Histoire du plus gros pot-de-vin l'existence du palais de Poutine, un gigantesque et luxueux palais construit au bord de la mer Noire avec l'argent obtenu par la mise au pas des oligarques russes. Figure de l'opposition, déjà empoisonné en août 2020, Navalny est rapidement arrêté et emprisonné à la suite de ces révélations, qui participent à provoquer les manifestations de 2021. Condamné à plusieurs reprises à partir de février 2021, notamment à 19 ans d'emprisonnement pour « extrémisme », il est reconnu par Amnesty International comme prisonnier d'opinion et reçoit le prix Sakharov pour son activité en faveur des droits de l'homme. Il disparaît pendant près de trois semaines en décembre 2023, puis réapparaît dans une nouvelle prison du cercle arctique, où il meurt peu après, à l'âge de 47 ans,,.

## Système électoral

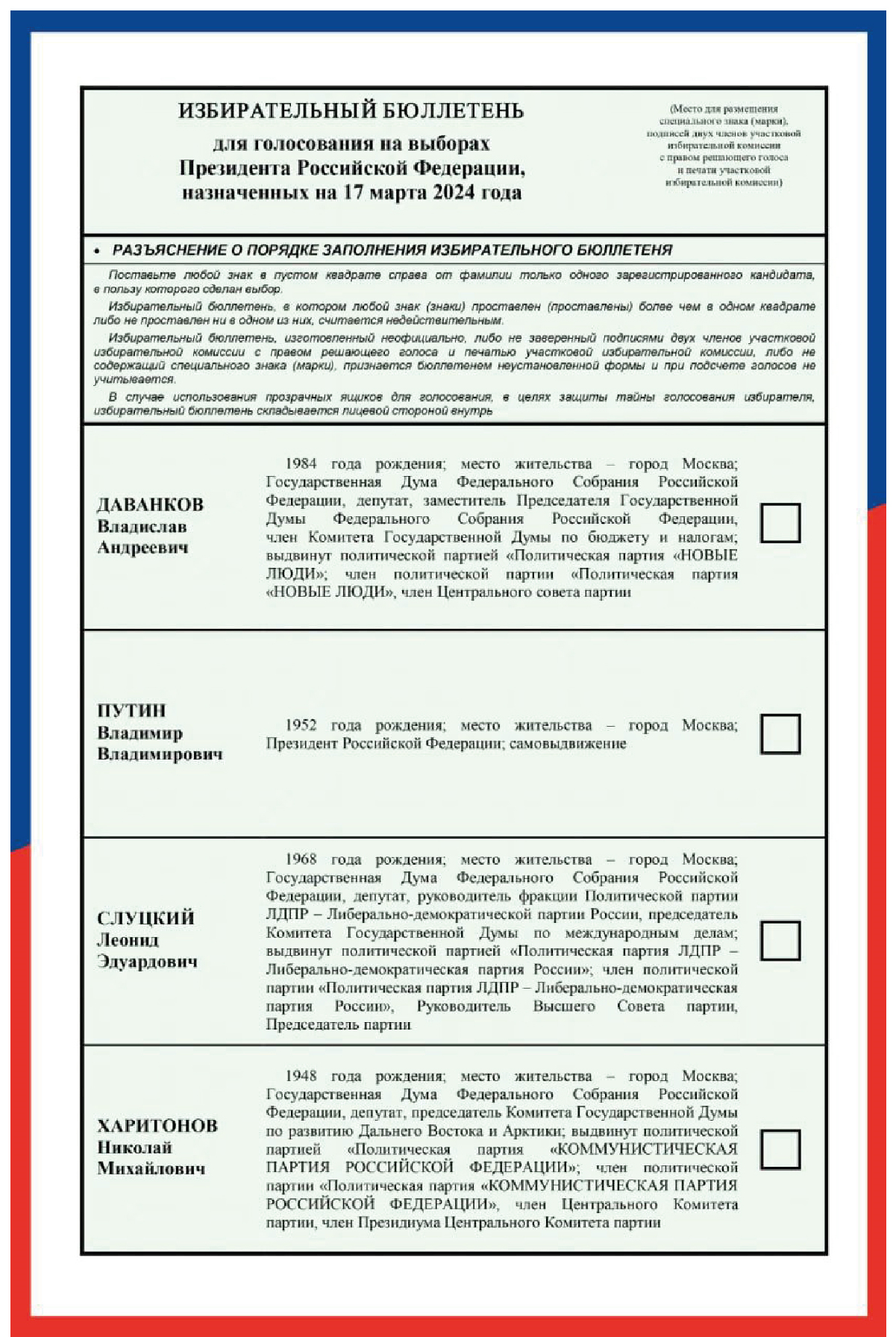
Bulletin de vote utilisé.

Le président de la fédération de Russie est élu au scrutin uninominal majoritaire à deux tours pour un mandat de six ans, renouvelable une seule fois. Conformément à l'article 81 de la Constitution de la fédération de Russie, un candidat à la présidence doit être âgé d'au moins 35 ans, avoir résidé en permanence en Russie pendant les vingt-cinq dernières années, et ne jamais avoir eu de citoyenneté étrangère ou de permis de séjour dans un pays étranger.
Pour pouvoir soumettre leur candidatures, les candidats doivent obtenir le soutien officiel d'un parti politique représenté à la Douma d'État et/ou dans les organes législatifs d'au moins un tiers des sujets de la fédération, ou bien recueillir un minimum de 100 000 signatures dans le cas d'un candidat de partis. Pour les candidats indépendants, le seuil de signatures est de 300 000 signatures, dans la limite de 7 500 par sujet fédéral de la Russie, la collecte devant être assurée par un groupe de militants composé d'au moins 500 personnes. Les documents d'enregistrement de la candidature doivent être soumis à la Commission électorale centrale de la fédération de Russie (CEC) au plus tôt quatre-vingt jours et au plus tard quarante-cinq jours avant la date du scrutin, soit au plus tard le 3 février 2024 à 18 heures.
Conformément à la loi électorale, le premier tour a lieu du 15 au 17 mars 2024,. Si aucun candidat ne recueille plus de la moitié des voix, un second tour est prévu exactement trois semaines plus tard, soit le 7 avril 2024. Le vainqueur de l'élection doit être investi le 7 mai 2024.

## Candidats en lice
| Nom du candidat, âge, parti politique | Nom du candidat, âge, parti politique | Nom du candidat, âge, parti politique | Expérience | Détails |
| ------------------------------------- | ------------------------------------- | ------------------------------------- | --- | --- |
|                                       |                                       | Vladimir Poutine 71 ans Russie unie   | Président de la fédération de Russie (2000–2008 et 2012–aujourd’hui) Président du gouvernement (1999–2000 et 2008–2012) Président de Russie unie (2008–2012) Directeur du FSB (1998–1999) | Lors d'une cérémonie de remise de prix aux soldats en décembre 2023, Vladimir Poutine annonce qu'il participera à l'élection. Il est soutenu par Russie unie et Russie juste, entre autres. Poutine soumet ses documents pour participer à l'élection le 18 décembre 2023. En janvier 2024, sa candidature est officialisée par la CEC. |
|                                       |                                       | Leonid Sloutski 55 ans LDPR           | Chef du Parti libéral-démocrate de Russie (2022 - aujourd’hui) Député de la Douma d'État (1999 - aujourd’hui)                                                                             | Sloutski est nommé par son parti en décembre 2023 lors d'un congrès de celui-ci. Le 25 décembre, Leonid Sloutski dépose auprès de la CEC les documents nécessaires pour se présenter à la prochaine élection présidentielle. En janvier, sa candidature est officialisée par la CEC,.                                                   |
|                                       |                                       | Vladislav Davankov 39 ans NL          | Député de la Douma d'État (2021 - aujourd’hui) Vice-président de la Douma d'État (2021 - aujourd’hui)                                                                                     | À la suite du congrès préélectoral du 24 décembre, le parti Nouvelles personnes nomme le vice-président de la Douma d'État Vladislav Davankov candidat pour l'élection présidentielle de 2024. Il soumet ses documents le 25 décembre auprès de la CEC. En janvier sa candidature est officialisée par la CEC,.                         |
|                                       |                                       | Nikolaï Kharitonov 75 ans KPRF        | Député de la Douma d'État (1994 - aujourd’hui) | Le 23 décembre, le congrès préélectoral du Parti communiste russe désigne le député de la Douma d'État Nikolaï Kharitonov comme candidat à l'élection présidentielle. Le candidat du Parti communiste soumet ses documents auprès de la CEC le 27 décembre. Sa candidature est acceptée en janvier 2024,.                               |

## Candidats rejetés ou absents
Six candidats ont été recalés, parmi lesquels Boris Nadejdine, fondateur du parti Initiative citoyenne et seul candidat pacifiste, sur lequel reposaient les espoirs de l’opposition hors système.

### Candidatures invalidées
| Nom du candidat, âge, parti politique                       | Nom du candidat, âge, parti politique | Nom du candidat, âge, parti politique | Expérience | Détails | Réf    | Signatures obtenues                                            |
| ----------------------------------------------------------- | ------------------------------------- | ------------------------------------- | --- | --- | ------ | -------------------------------------------------------------- |
| Vladimir Mikhaïlov 59 ans Parti de la protection sociale    |                                       |                                       | Président du Parti de la protection sociale (2019 - aujourd’hui) Membre de la Douma de l'oblast de Kostroma (2005 - aujourd’hui)                           | L'homme politique présente sa candidature à la suite de la décision du congrès du parti qui s'est tenu à Moscou le 23 décembre. Le 24 décembre, la CEC accepte de Vladimir Mikhaïlov un ensemble de documents pour sa candidature à l'élection présidentielle. Sa candidature est refusée par la CEC. | [ 38 ] | Signatures obtenues 0 / 100000 Signatures acceptées 0 / 100000 |
| Boris Nadejdine 60 ans Initiative civile                    |                                       |                                       | Député du Conseil des députés du district urbain de Dolgoproudny, oblast de Moscou (1990 – 1997, 2019 – aujourd’hui) Député de la Douma d'État (1999-2003) | En octobre 2023, la participation de Nadejdine est annoncée par Dmitri Kisiev, fondateur du Quartier général des candidats, sur ses réseaux sociaux. Le 31 octobre, Nadejdine annonce qu'il se présentera au nom du parti Initiative civile; il est désigné candidat à l'élection présidentielle russe par le congrès du parti. Il soumet ses documents auprès de la CEC le 26 décembre. Le 31 janvier, sa candidature est acceptée et officialisée par la CEC, ayant déposé 105 000 signature sur les 100 000 nécessaires. Le jeudi 8 février 2024, le candidat Boris Nadejdine annonce que la CEC a refusé sa candidature car elle l'accuse de ne pas avoir récolté les 100 000 signatures nécessaires car pour la CEC, 15% de ces signatures seraient "erronées". | ,      | Signatures obtenues 0 / 100000 Signatures acceptées 0 / 100000 |
| Andreï Bogdanov 53 ans Parti de la liberté et de la justice |                                       |                                       | Fondateur du parti de la liberté et de la justice Président de la Grande Loge de Russie                                                                    | Andreï Bogdanov soumet ses documents le 26 décembre auprès de la CEC. | ,      | Signatures obtenues 0 / 100000 Signatures acceptées 0 / 100000 |
| Sergueï Babourine 64 ans ROS                                |                                       |                                       | Député de la Douma d'État (1994 - 2000) (2004 - 2007) | Le président de l'Union nationale russe, Sergueï Babourine, annonce sa candidature à l'élection de 2024. Cette décision est prise par le parti lors de son congrès du 23 décembre. Il soumet ses documents auprès de la CEC le 26 décembre. Le 30 janvier 2024, il retire sa candidature. | ,      | Signatures obtenues 0 / 100000 Signatures acceptées 0 / 100000 |
| Rada Rousskikh 39 ans Indépendante                          |                                       |                                       | Aucune | En décembre 2023, la blogueuse beauté Rousskikh annonce son intention de participer à l'élection via sa page sur les réseaux sociaux. Le 27 décembre, Rada Rousskikh soumet ses documents auprès de la CEC. | ,      | Signatures obtenues 0 / 300000 Signatures acceptées 0 / 300000 |
| Alexandra Tichtchenko 46 ans Indépendante                   |                                       |                                       | Experte indépendante auprès du ministère de la Justice de la Fédération de Russie pour l'examen anti-corruption des actes juridiques                       | Lors de son congrès, le groupe d’initiative soutient à l’unanimité la candidature de Tichtchenko à l’élection présidentielle ; 700 signatures sont recueillies en soutien. Le 27 décembre, elle soumet ses documents auprès de la CEC. | ,      | Signatures obtenues 0 / 300000 Signatures acceptées 0 / 300000 |
| Anatoli Batachev 48 ans Indépendant                         |                                       |                                       | | Le blogueur écologiste Anatoli Batachev a soumis des documents à la commission électorale centrale russe en vue de se porter candidat à la présidence russe. Il soumet ses documents auprès de la CEC le 27 décembre. | ,      | Signatures obtenues 0 / 300000 Signatures acceptées 0 / 300000 |
| Irina Sviridova 35 ans DPR                                  |                                       |                                       | Économiste | Désignée comme candidate à la présidence lors du congrès de son parti le 25 décembre. Le 28 décembre, elle soumet ses documents à la CEC. | [ 53 ] | Signatures obtenues 0 / 100000 Signatures acceptées 0 / 100000 |

### Congrès des partis
Les congrès des partis politiques se tiennent après la désignation officielle des élections. Lors du congrès, un parti peut soit désigner son propre candidat, soit soutenir un candidat désigné par un autre parti ou un candidat indépendant. En décembre 2023, six partis ont annoncé les dates de leurs congrès.
| Parti | Parti                                       | Date du congrès  | Lieu                                                         | Candidat           | Références |
| ----- | ------------------------------------------- | ---------------- | ------------------------------------------------------------ | ------------------ | ---------- |
|       | ER                                          | 17 décembre 2023 | VDNKh, Moscou                                                | Vladimir Poutine   | ,          |
|       | Parti libéral-démocrate                     | 19 décembre 2023 | Moscou                                                       | Leonid Sloutski    | ,          |
|       | Initiative civile                           | 23 décembre 2023 | Moscou                                                       | Boris Nadejdine    | ,          |
|       | Parti communiste de la fédération de Russie | 23 décembre 2023 | Complexe de bien-être Snegiri, Rojdestveno, oblast de Moscou | Nikolaï Kharitonov | ,          |
|       | Russie juste                                | 23 décembre 2023 | Holiday Inn Sokolniki, Moscou                                | Vladimir Poutine   | ,          |
|       | Union nationale russe                       | 23 décembre 2023 | Moscou                                                       | Sergueï Babourine  | [ 44 ]     |
|       | Nouvelles personnes                         | 24 décembre 2023 | Pôle technologique Lomonosov MGU, Moscou                     | Vladislav Davankov | ,          |

## Sondages d'opinion

### Sondages sur les candidats officiellement en lice

Moyenne lissée des sondages.

Cette section ne s'appuie pas, ou pas assez, sur des sources secondaires ou tertiaires indépendantes du sujet. Le texte peut contenir des analyses inexactes ou inédites de sources primaires.
Pour l'améliorer, ajoutez-en, ou placez des modèles {{Source secondaire souhaitée}} ou {{Source secondaire nécessaire}} sur les passages mal sourcés. (mars 2024)
| Période              | Institut                                            |                                                     |                                                     |                                                     |                                                     |                                                     | Autres                                              | Indécis                                             | Abstention                                          |                                                     |
| Période              | Institut                                            | Poutine                                             | Nadejdine                                           | Kharitonov                                          | Sloutski                                            | Davankov                                            | Autres                                              | Indécis                                             | Abstention                                          |                                                     |
| -------------------- | --------------------------------------------------- | --------------------------------------------------- | --------------------------------------------------- | --------------------------------------------------- | --------------------------------------------------- | --------------------------------------------------- | --------------------------------------------------- | --------------------------------------------------- | --------------------------------------------------- | --------------------------------------------------- |
| Période              | Institut                                            |                                                     |                                                     |                                                     |                                                     |                                                     | Autres                                              | Indécis                                             | Abstention                                          |                                                     |
| 6-10 Mars 2024       | IRPZ                                                | 55,9%                                               | —                                                   | 5,2%                                                | 3,2%                                                | 9,1%                                                | 3,1%                                                | 19,5%                                               | 4%                                                  |                                                     |
| 6-10 Mars 2024       | CIPKR                                               | 55%                                                 | —                                                   | 5%                                                  | 4%                                                  | 4%                                                  | 1%                                                  | —                                                   | 30%                                                 |                                                     |
| 4-6 Mars 2024        | FOM                                                 | 56%                                                 | —                                                   | 4%                                                  | 4%                                                  | 3%                                                  | 3%                                                  | —                                                   | 30%                                                 |                                                     |
| 4 Mars 2024          | VCIOM                                               | 56,2%                                               | —                                                   | 3%                                                  | 2.25%                                               | 4,5%                                                | —                                                   | —                                                   | 25%                                                 |                                                     |
| 1-5 Mars 2024        | ExtremeScan                                         | 57%                                                 | —                                                   | 3%                                                  | 1%                                                  | 3%                                                  | 2%                                                  | 22%                                                 | 12%                                                 |                                                     |
| 1-5 Mars 2024        | CIPKR                                               | 61%                                                 | —                                                   | 6%                                                  | 3%                                                  | 5%                                                  | 6%                                                  | 4%                                                  | 15%                                                 |                                                     |
| 26 Fév - 5 Mars 2024 | IRPZ                                                | 56,2%                                               | —                                                   | 3,2%                                                | 2%                                                  | 5,6%                                                | 1,5%                                                | 31%                                                 | 0,1%                                                |                                                     |
| 1-4 Mars 2024        | Russian Field                                       | 66%                                                 | —                                                   | 5%                                                  | 4%                                                  | 6%                                                  | 0.4%                                                | 5%                                                  | 14%                                                 |                                                     |
| 2–3 mars 2024        | VCIOM                                               | 60%                                                 | —                                                   | 3 %                                                 | 2 %                                                 | 5 %                                                 | 2 %                                                 | 17 %                                                | 11 %                                                |                                                     |
| 10–18 février 2024   | CIPKR                                               | 62%                                                 | —                                                   | 6 %                                                 | 3 %                                                 | 4 %                                                 | 7 %                                                 | 5 %                                                 | 13 %                                                |                                                     |
| 16 février 2024      | Mort d'Alexeï Navalny en prison                     | Mort d'Alexeï Navalny en prison                     | Mort d'Alexeï Navalny en prison                     | Mort d'Alexeï Navalny en prison                     | Mort d'Alexeï Navalny en prison                     | Mort d'Alexeï Navalny en prison                     | Mort d'Alexeï Navalny en prison                     | Mort d'Alexeï Navalny en prison                     | Mort d'Alexeï Navalny en prison                     | Mort d'Alexeï Navalny en prison                     |
| 15 février 2024      | VCIOM                                               | 61%                                                 | —                                                   | 3 %                                                 | 2 %                                                 | 3 %                                                 | 2 %                                                 | 17 %                                                | 13 %                                                |                                                     |
| 14 février 2024      | VCIOM                                               | 64%                                                 | —                                                   | 4 %                                                 | 3 %                                                 | 5 %                                                 | 2 %                                                 | 2 %                                                 | 2 %                                                 |                                                     |
| 9–11 février 2024    | FOM                                                 | 74%                                                 | —                                                   | 3 %                                                 | 3 %                                                 | 2 %                                                 | 1 %                                                 | 10 %                                                | 5 %                                                 |                                                     |
| 8 février 2024       | VCIOM                                               | 57%                                                 | —                                                   | 3 %                                                 | 3 %                                                 | 4 %                                                 | 2 %                                                 | 18 %                                                | 14 %                                                |                                                     |
| 8 février 2024       | Exclusion de Nadejdine par la Commission électorale | Exclusion de Nadejdine par la Commission électorale | Exclusion de Nadejdine par la Commission électorale | Exclusion de Nadejdine par la Commission électorale | Exclusion de Nadejdine par la Commission électorale | Exclusion de Nadejdine par la Commission électorale | Exclusion de Nadejdine par la Commission électorale | Exclusion de Nadejdine par la Commission électorale | Exclusion de Nadejdine par la Commission électorale | Exclusion de Nadejdine par la Commission électorale |
| 1–7 février 2024     | ExtremeScan                                         | 63%                                                 | 6 %                                                 | —                                                   | —                                                   | —                                                   | 8 %                                                 | 12 %                                                | 11 %                                                |                                                     |
| 27–30 janvier 2024   | Russian Field                                       | 62,2%                                               | 7,8 %                                               | 2,3 %                                               | 1,9 %                                               | 1,0 %                                               | 2,5 %                                               | 7,8 %                                               | 12,8 %                                              |                                                     |
| 25–30 janvier 2024   | ExtremeScan                                         | 61%                                                 | 6 %                                                 | 2 %                                                 | 1 %                                                 | —                                                   | 2 %                                                 | 17 %                                                | 11 %                                                |                                                     |
| 11–28 janvier 2024   | CIPKR                                               | 60 %                                                | 7 %                                                 | 4 %                                                 | 3 %                                                 | 0,3 %                                               | 3 %                                                 | 7 %                                                 | 15 %                                                |                                                     |

### Avant le début de la nomination des candidats
| Date                | Sondeur | | | | | | | | | | | | | | | | | | | Autres | Indécis | Abstention |
| Date                | Sondeur | Poutine | Groudinine | Ziouganov | Jirinovski | Sloutski | Navalny | Choïgou | Lavrov | Iavlinsky | Sobtchak | Medvedev | Sobianine | Dioumine | Michoustine | Mironov | Fourgal | Platochkine | Bondarenko | Autres | Indécis | Abstention |
| ------------------- | --- | --- | --- | --- | --- | --- | --- | --- | --- | --- | --- | --- | --- | --- | --- | --- | --- | --- | --- | --- | --- | --- |
| Date                | Sondeur | Indépendant | Parti communiste de la fédération de Russie | Parti communiste de la fédération de Russie | Parti libéral-démocrate de Russie | Parti libéral-démocrate de Russie | Indépendant | Russie unie | Russie unie | Iabloko | Initiative civile | Russie unie | Russie unie | Russie unie | Indépendant | Russie juste | Parti libéral-démocrate de Russie | Parti communiste de la fédération de Russie | Parti communiste de la fédération de Russie | Autres | Indécis | Abstention |
| 09 février 2024     | La Commission électorale centrale de la fédération de Russie donne la liste des quatre candidats à l'élection présidentielle : Vladimir Poutine, Nikolaï Kharitonov, Leonid Sloutski et Vladislav Davankov. | La Commission électorale centrale de la fédération de Russie donne la liste des quatre candidats à l'élection présidentielle : Vladimir Poutine, Nikolaï Kharitonov, Leonid Sloutski et Vladislav Davankov. | La Commission électorale centrale de la fédération de Russie donne la liste des quatre candidats à l'élection présidentielle : Vladimir Poutine, Nikolaï Kharitonov, Leonid Sloutski et Vladislav Davankov. | La Commission électorale centrale de la fédération de Russie donne la liste des quatre candidats à l'élection présidentielle : Vladimir Poutine, Nikolaï Kharitonov, Leonid Sloutski et Vladislav Davankov. | La Commission électorale centrale de la fédération de Russie donne la liste des quatre candidats à l'élection présidentielle : Vladimir Poutine, Nikolaï Kharitonov, Leonid Sloutski et Vladislav Davankov. | La Commission électorale centrale de la fédération de Russie donne la liste des quatre candidats à l'élection présidentielle : Vladimir Poutine, Nikolaï Kharitonov, Leonid Sloutski et Vladislav Davankov. | La Commission électorale centrale de la fédération de Russie donne la liste des quatre candidats à l'élection présidentielle : Vladimir Poutine, Nikolaï Kharitonov, Leonid Sloutski et Vladislav Davankov. | La Commission électorale centrale de la fédération de Russie donne la liste des quatre candidats à l'élection présidentielle : Vladimir Poutine, Nikolaï Kharitonov, Leonid Sloutski et Vladislav Davankov. | La Commission électorale centrale de la fédération de Russie donne la liste des quatre candidats à l'élection présidentielle : Vladimir Poutine, Nikolaï Kharitonov, Leonid Sloutski et Vladislav Davankov. | La Commission électorale centrale de la fédération de Russie donne la liste des quatre candidats à l'élection présidentielle : Vladimir Poutine, Nikolaï Kharitonov, Leonid Sloutski et Vladislav Davankov. | La Commission électorale centrale de la fédération de Russie donne la liste des quatre candidats à l'élection présidentielle : Vladimir Poutine, Nikolaï Kharitonov, Leonid Sloutski et Vladislav Davankov. | La Commission électorale centrale de la fédération de Russie donne la liste des quatre candidats à l'élection présidentielle : Vladimir Poutine, Nikolaï Kharitonov, Leonid Sloutski et Vladislav Davankov. | La Commission électorale centrale de la fédération de Russie donne la liste des quatre candidats à l'élection présidentielle : Vladimir Poutine, Nikolaï Kharitonov, Leonid Sloutski et Vladislav Davankov. | La Commission électorale centrale de la fédération de Russie donne la liste des quatre candidats à l'élection présidentielle : Vladimir Poutine, Nikolaï Kharitonov, Leonid Sloutski et Vladislav Davankov. | La Commission électorale centrale de la fédération de Russie donne la liste des quatre candidats à l'élection présidentielle : Vladimir Poutine, Nikolaï Kharitonov, Leonid Sloutski et Vladislav Davankov. | La Commission électorale centrale de la fédération de Russie donne la liste des quatre candidats à l'élection présidentielle : Vladimir Poutine, Nikolaï Kharitonov, Leonid Sloutski et Vladislav Davankov. | La Commission électorale centrale de la fédération de Russie donne la liste des quatre candidats à l'élection présidentielle : Vladimir Poutine, Nikolaï Kharitonov, Leonid Sloutski et Vladislav Davankov. | La Commission électorale centrale de la fédération de Russie donne la liste des quatre candidats à l'élection présidentielle : Vladimir Poutine, Nikolaï Kharitonov, Leonid Sloutski et Vladislav Davankov. | La Commission électorale centrale de la fédération de Russie donne la liste des quatre candidats à l'élection présidentielle : Vladimir Poutine, Nikolaï Kharitonov, Leonid Sloutski et Vladislav Davankov. | La Commission électorale centrale de la fédération de Russie donne la liste des quatre candidats à l'élection présidentielle : Vladimir Poutine, Nikolaï Kharitonov, Leonid Sloutski et Vladislav Davankov. | La Commission électorale centrale de la fédération de Russie donne la liste des quatre candidats à l'élection présidentielle : Vladimir Poutine, Nikolaï Kharitonov, Leonid Sloutski et Vladislav Davankov. | La Commission électorale centrale de la fédération de Russie donne la liste des quatre candidats à l'élection présidentielle : Vladimir Poutine, Nikolaï Kharitonov, Leonid Sloutski et Vladislav Davankov. |
| 8 décembre 2023     | Vladimir Poutine annonce sa candidature, | Vladimir Poutine annonce sa candidature, | Vladimir Poutine annonce sa candidature, | Vladimir Poutine annonce sa candidature, | Vladimir Poutine annonce sa candidature, | Vladimir Poutine annonce sa candidature, | Vladimir Poutine annonce sa candidature, | Vladimir Poutine annonce sa candidature, | Vladimir Poutine annonce sa candidature, | Vladimir Poutine annonce sa candidature, | Vladimir Poutine annonce sa candidature, | Vladimir Poutine annonce sa candidature, | Vladimir Poutine annonce sa candidature, | Vladimir Poutine annonce sa candidature, | Vladimir Poutine annonce sa candidature, | Vladimir Poutine annonce sa candidature, | Vladimir Poutine annonce sa candidature, | Vladimir Poutine annonce sa candidature, | Vladimir Poutine annonce sa candidature, | Vladimir Poutine annonce sa candidature, | Vladimir Poutine annonce sa candidature, | Vladimir Poutine annonce sa candidature, |
| 23–29 nov. 2023     | Levada Center | 58,0 % | 0,5 % | 1,3 % | NC | 0,5 % | — | — | 0,3 % | — | — | 0,2 % | 0,3 % | — | 0,5 % | 0,4 % | — | — | 0,2 % | 1,1 % | 31,9 % | 4,8 % |
| 13–16 mai 2023      | Russian Field | 30,2 % | 1,1 % | — | NC | — | 1,8 % | 0,4 % | 0,5 % | — | — | 0,3 % | 0,8 % | — | 0,4 % | — | 1,1 % | 0,5 % | 0,4 % | 26,4 % | 30,5 % | 5,9 % |
| 21–28 fév. 2023     | Levada Center | 43% | 1 % | 5 % | NC | — | 1 % | 12 % | 15 % | — | — | 3 % | 3 % | — | 17 % | — | 1 % | — | — | 6 % | 17 % | 16 % |
| 24–30 nov. 2022     | Levada Center | 39 % | — | 5 % | NC | — | 1 % | 12 % | 14 % | — | — | 3 % | 3 % | — | 17 % | — | — | — | 1 % | 5 % | 7 % | 18 % |
| 30 sep. 2022        | La Russie annexe des parties du Sud et de l'Est de l'Ukraine | La Russie annexe des parties du Sud et de l'Est de l'Ukraine | La Russie annexe des parties du Sud et de l'Est de l'Ukraine | La Russie annexe des parties du Sud et de l'Est de l'Ukraine | La Russie annexe des parties du Sud et de l'Est de l'Ukraine | La Russie annexe des parties du Sud et de l'Est de l'Ukraine | La Russie annexe des parties du Sud et de l'Est de l'Ukraine | La Russie annexe des parties du Sud et de l'Est de l'Ukraine | La Russie annexe des parties du Sud et de l'Est de l'Ukraine | La Russie annexe des parties du Sud et de l'Est de l'Ukraine | La Russie annexe des parties du Sud et de l'Est de l'Ukraine | La Russie annexe des parties du Sud et de l'Est de l'Ukraine | La Russie annexe des parties du Sud et de l'Est de l'Ukraine | La Russie annexe des parties du Sud et de l'Est de l'Ukraine | La Russie annexe des parties du Sud et de l'Est de l'Ukraine | La Russie annexe des parties du Sud et de l'Est de l'Ukraine | La Russie annexe des parties du Sud et de l'Est de l'Ukraine | La Russie annexe des parties du Sud et de l'Est de l'Ukraine | La Russie annexe des parties du Sud et de l'Est de l'Ukraine | La Russie annexe des parties du Sud et de l'Est de l'Ukraine | La Russie annexe des parties du Sud et de l'Est de l'Ukraine | La Russie annexe des parties du Sud et de l'Est de l'Ukraine |
| 21–27 juillet 2022  | Levada Center | 43 % | — | 4 % | NC | — | 1 % | 14 % | 14 % | — | — | 3 % | 4 % | — | 16 % | — | — | — | 1 % | 5 % | 16 % | 16 % |
| 6 avril 2022        | Mort de Vladimir Jirinovski, chef du Parti libéral-démocrate | Mort de Vladimir Jirinovski, chef du Parti libéral-démocrate | Mort de Vladimir Jirinovski, chef du Parti libéral-démocrate | Mort de Vladimir Jirinovski, chef du Parti libéral-démocrate | Mort de Vladimir Jirinovski, chef du Parti libéral-démocrate | Mort de Vladimir Jirinovski, chef du Parti libéral-démocrate | Mort de Vladimir Jirinovski, chef du Parti libéral-démocrate | Mort de Vladimir Jirinovski, chef du Parti libéral-démocrate | Mort de Vladimir Jirinovski, chef du Parti libéral-démocrate | Mort de Vladimir Jirinovski, chef du Parti libéral-démocrate | Mort de Vladimir Jirinovski, chef du Parti libéral-démocrate | Mort de Vladimir Jirinovski, chef du Parti libéral-démocrate | Mort de Vladimir Jirinovski, chef du Parti libéral-démocrate | Mort de Vladimir Jirinovski, chef du Parti libéral-démocrate | Mort de Vladimir Jirinovski, chef du Parti libéral-démocrate | Mort de Vladimir Jirinovski, chef du Parti libéral-démocrate | Mort de Vladimir Jirinovski, chef du Parti libéral-démocrate | Mort de Vladimir Jirinovski, chef du Parti libéral-démocrate | Mort de Vladimir Jirinovski, chef du Parti libéral-démocrate | Mort de Vladimir Jirinovski, chef du Parti libéral-démocrate | Mort de Vladimir Jirinovski, chef du Parti libéral-démocrate | Mort de Vladimir Jirinovski, chef du Parti libéral-démocrate |
| 24 fév. 2022        | Début de l'invasion russe de l'Ukraine | Début de l'invasion russe de l'Ukraine | Début de l'invasion russe de l'Ukraine | Début de l'invasion russe de l'Ukraine | Début de l'invasion russe de l'Ukraine | Début de l'invasion russe de l'Ukraine | Début de l'invasion russe de l'Ukraine | Début de l'invasion russe de l'Ukraine | Début de l'invasion russe de l'Ukraine | Début de l'invasion russe de l'Ukraine | Début de l'invasion russe de l'Ukraine | Début de l'invasion russe de l'Ukraine | Début de l'invasion russe de l'Ukraine | Début de l'invasion russe de l'Ukraine | Début de l'invasion russe de l'Ukraine | Début de l'invasion russe de l'Ukraine | Début de l'invasion russe de l'Ukraine | Début de l'invasion russe de l'Ukraine | Début de l'invasion russe de l'Ukraine | Début de l'invasion russe de l'Ukraine | Début de l'invasion russe de l'Ukraine | Début de l'invasion russe de l'Ukraine |
| 21 fév. 2022        | La Russie reconnaît les républiques populaires de Donetsk et de Lougansk | La Russie reconnaît les républiques populaires de Donetsk et de Lougansk | La Russie reconnaît les républiques populaires de Donetsk et de Lougansk | La Russie reconnaît les républiques populaires de Donetsk et de Lougansk | La Russie reconnaît les républiques populaires de Donetsk et de Lougansk | La Russie reconnaît les républiques populaires de Donetsk et de Lougansk | La Russie reconnaît les républiques populaires de Donetsk et de Lougansk | La Russie reconnaît les républiques populaires de Donetsk et de Lougansk | La Russie reconnaît les républiques populaires de Donetsk et de Lougansk | La Russie reconnaît les républiques populaires de Donetsk et de Lougansk | La Russie reconnaît les républiques populaires de Donetsk et de Lougansk | La Russie reconnaît les républiques populaires de Donetsk et de Lougansk | La Russie reconnaît les républiques populaires de Donetsk et de Lougansk | La Russie reconnaît les républiques populaires de Donetsk et de Lougansk | La Russie reconnaît les républiques populaires de Donetsk et de Lougansk | La Russie reconnaît les républiques populaires de Donetsk et de Lougansk | La Russie reconnaît les républiques populaires de Donetsk et de Lougansk | La Russie reconnaît les républiques populaires de Donetsk et de Lougansk | La Russie reconnaît les républiques populaires de Donetsk et de Lougansk | La Russie reconnaît les républiques populaires de Donetsk et de Lougansk | La Russie reconnaît les républiques populaires de Donetsk et de Lougansk | La Russie reconnaît les républiques populaires de Donetsk et de Lougansk |
| 10–28 déc. 2021     | CIPKR | — | 3 % | — | 0 % | — | 5 % | 18 % | — | — | — | 2 % | 1 % | 1 % | 15 % | — | — | — | — | 24 % | 31 % | 31 % |
| 25 nov.–1 déc. 2021 | Levada Center | 32 % | 1 % | 2 % | 3 % | — | 1 % | 1 % | — | — | — | — | — | — | 1 % | — | — | — | 1 % | 3 % | 21 % | 27 % |
| 22–28 avril 2021    | Levada Center | 40 % | 1 % | 2 % | 4 % | — | 2 % | — | — | — | — | — | — | — | 1 % | — | 1 % | 1 % | 1 % | 3 % | 18 % | 23 % |
| Déc. 2020           | CIPKR | — | 5 % | — | 1 % | — | 2 % | 18 % | — | — | — | 4 % | 2 % | 0 % | 8 % | — | — | — | — | 33 % | 27 % | 27 % |
| 19–26 nov. 2020     | Levada Center | 39 % | 1 % | 2 % | 6 % | — | 2 % | 1 % | — | — | — | — | — | — | 1 % | — | — | 1 % | — | 2 % | 16 % | 24 % |
| 20–26 août 2020     | Levada Center | 40 % | 1 % | 1 % | 4 % | — | 2 % | 1 % | — | — | — | — | — | — | 1 % | — | 1 % | 1 % | — | 2 % | 26 % | 22 % |
| 18–23 déc. 2019     | CIPKR | — | 9 % | — | 4 % | — | — | 24 % | — | — | — | 11 % | 5 % | 1 % | — | — | — | — | — | 26 % | 20 % | 20 % |
| 12–18 déc. 2019     | Levada Center | 38 % | 3 % | 2 % | 4 % | — | 2 % | 1 % | — | — | — | 1 % | — | — | — | — | — | — | — | 2 % | 26 % | 22 % |
| 18–24 juillet 2019  | Levada Center | 40 % | 3 % | 1 % | 3 % | — | 1 % | — | — | — | — | <1 % | — | — | — | — | — | — | — | 2 % | 31 % | 19 % |
| 21–27 mars 2019     | Levada Center | 41 % | 4 % | 2 % | 5 % | — | 1 % | 1 % | — | — | <1 % | — | — | — | — | — | — | — | — | 3 % | 26 % | 19 % |
| 18–24 oct. 2018     | Levada Center | 40 % | 3 % | 2 % | 4 % | — | 1 % | <1 % | <1 % | <1 % | — | — | — | — | — | — | — | — | — | 2 % | 27 % | 23 % |

## Galerie

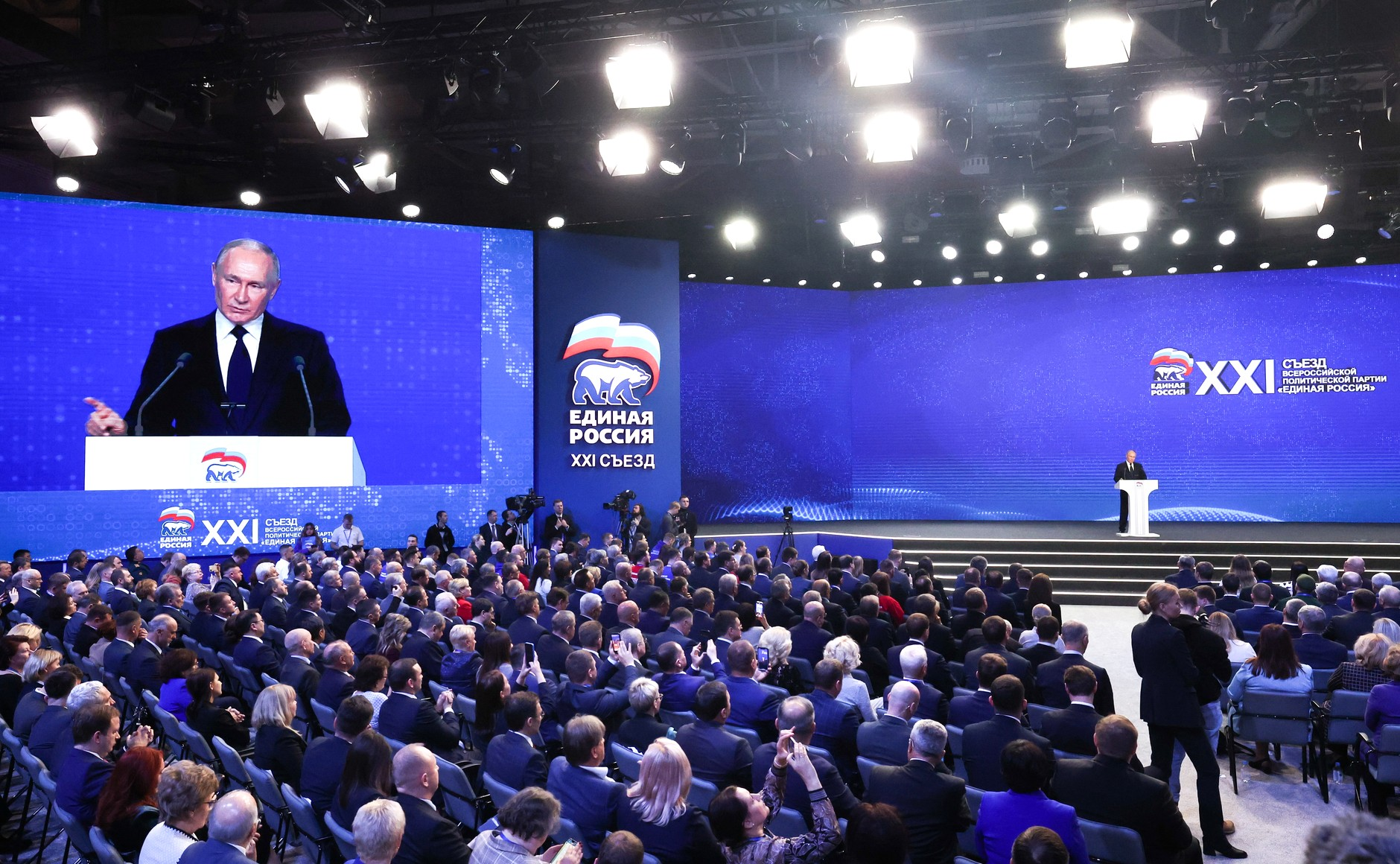
Vladimir Poutine au XXIe Congrès de Russie unie le 17 décembre 2023.
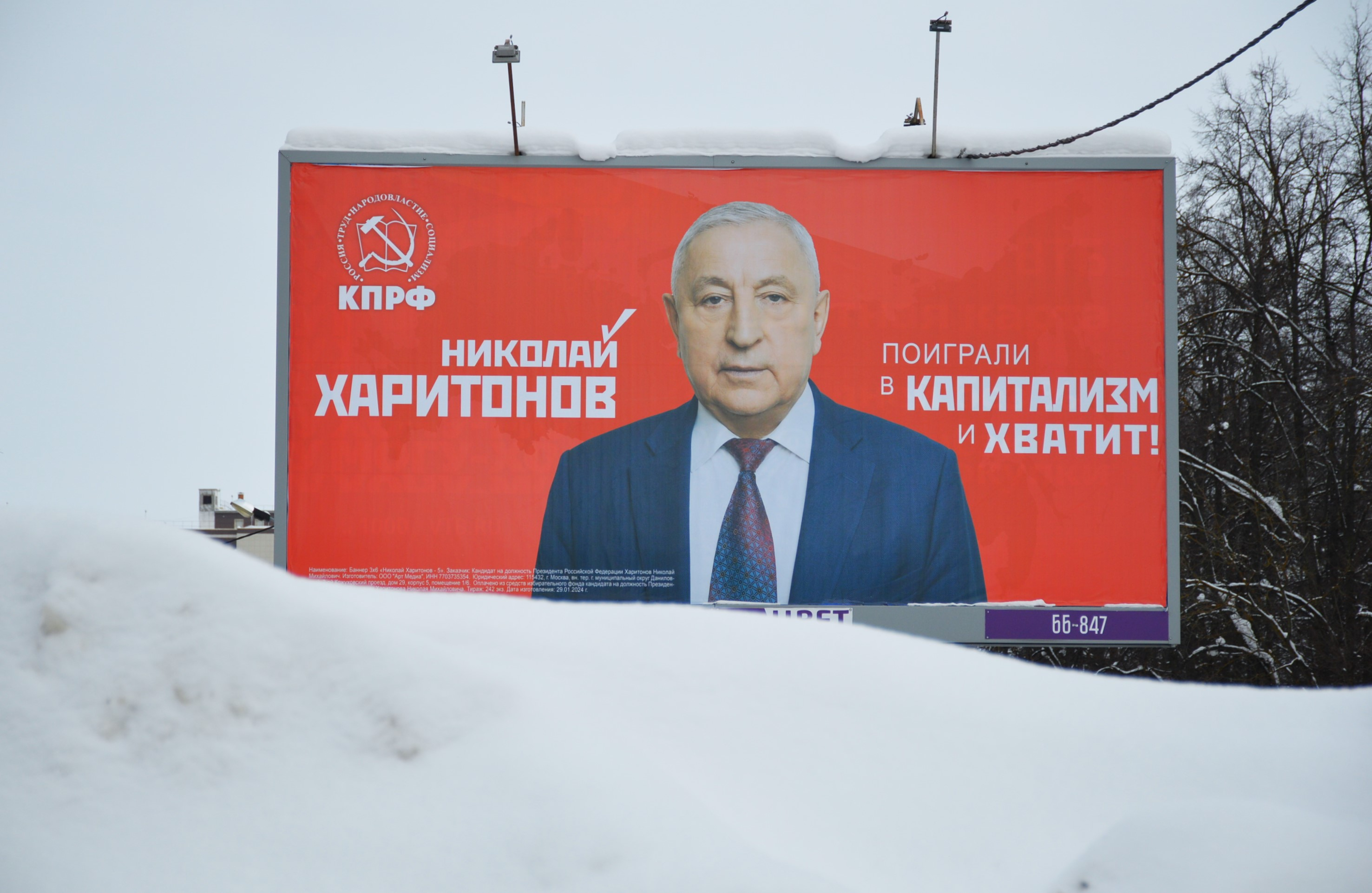
Panneau électoral de Nikolaï Kharitonov à Kazan.
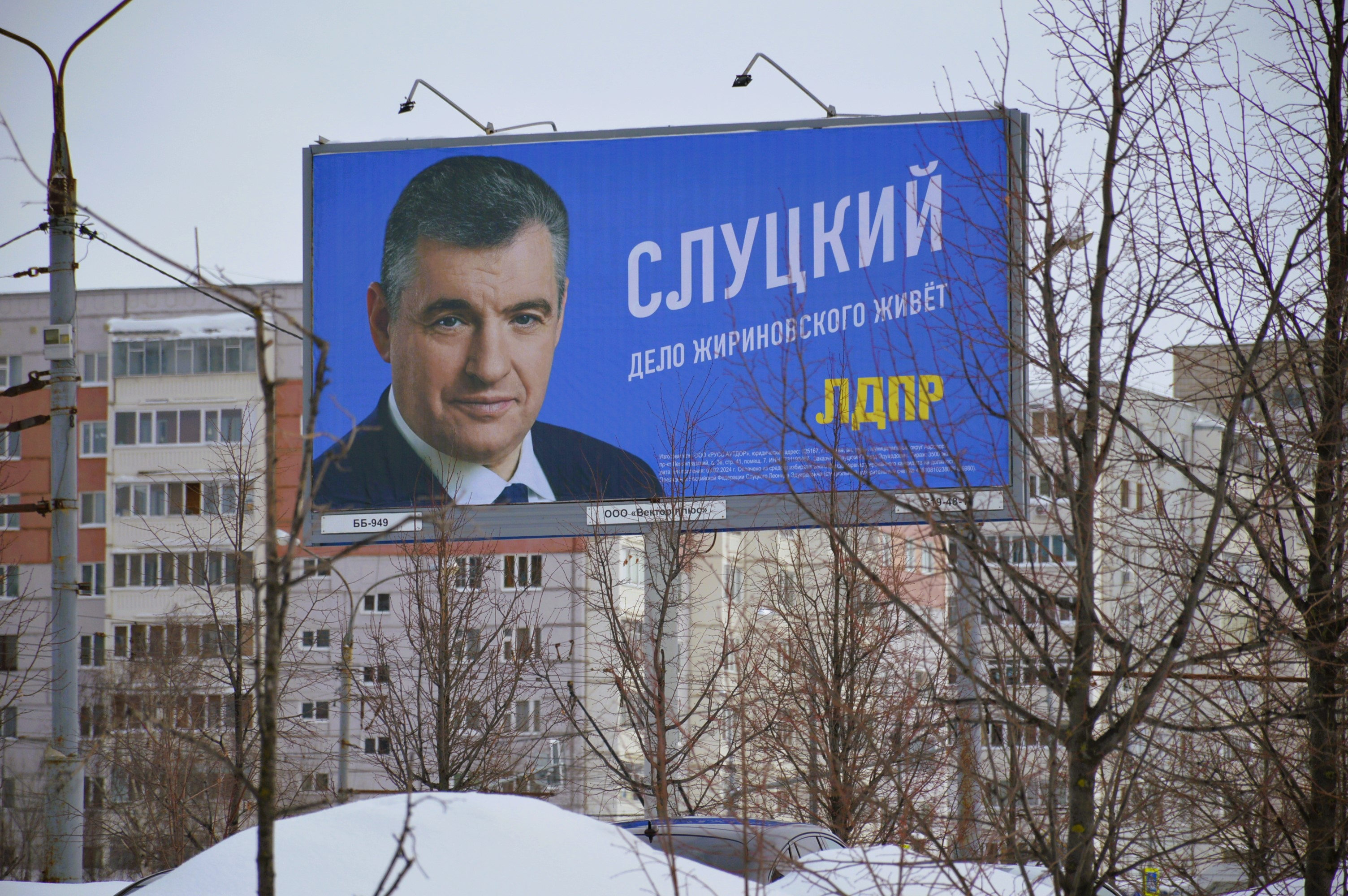
Panneau électoral de Leonid Sloutski à Kazan.
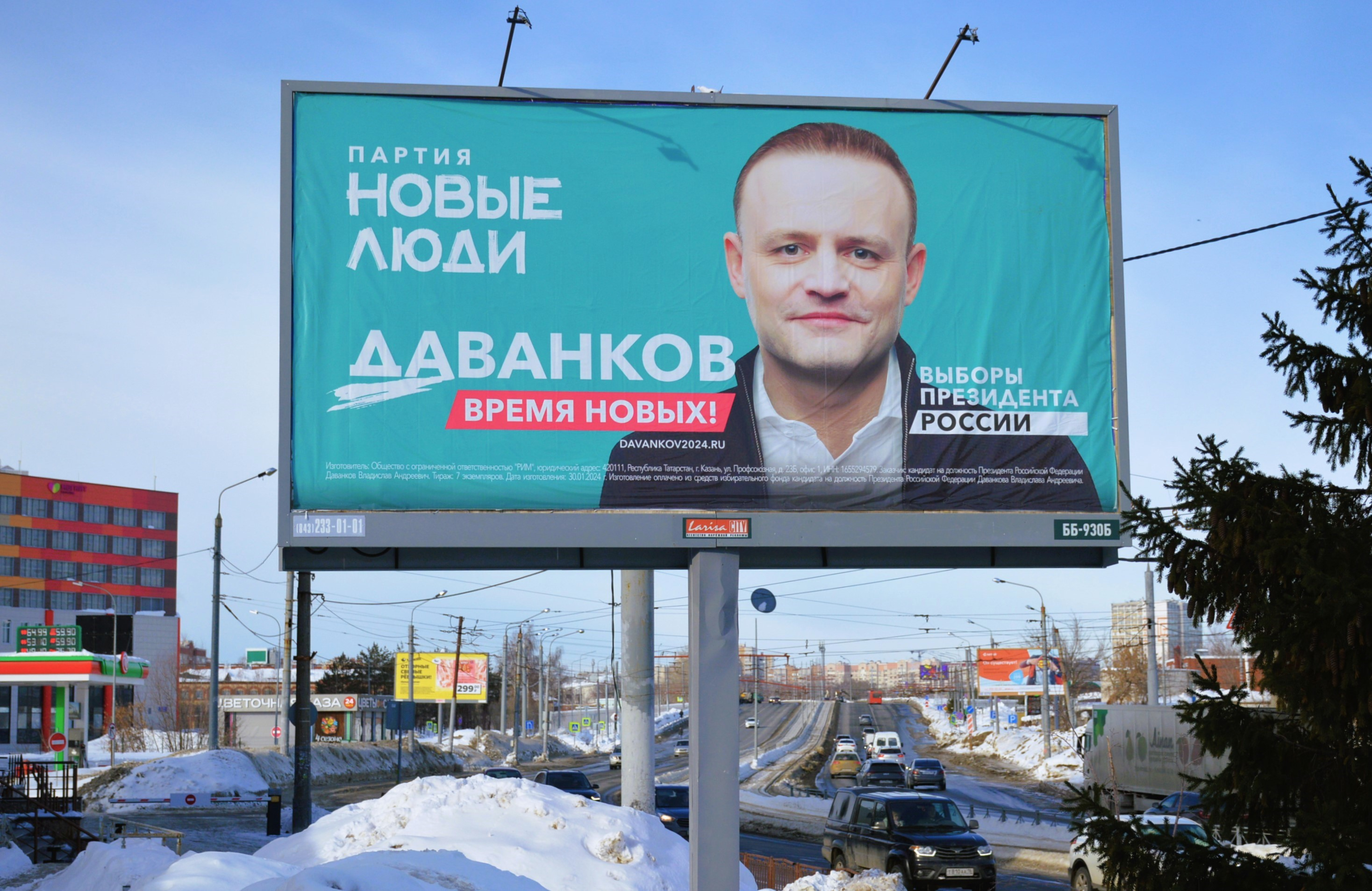
Panneau électoral de Vladislav Davankov à Kazan.
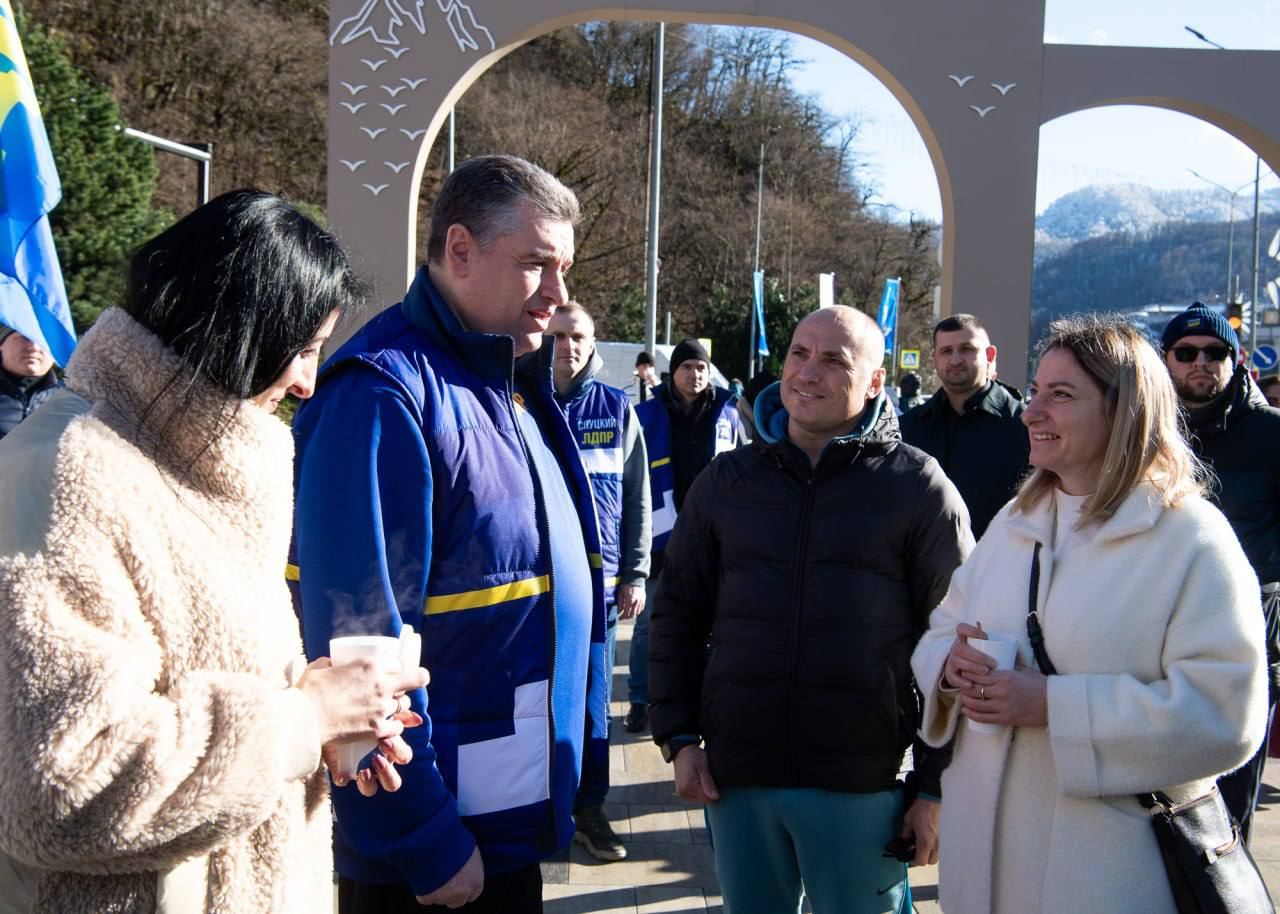
Leonid Sloutski en campagne à Sotchi le 6 janvier 2024.

## Déroulement

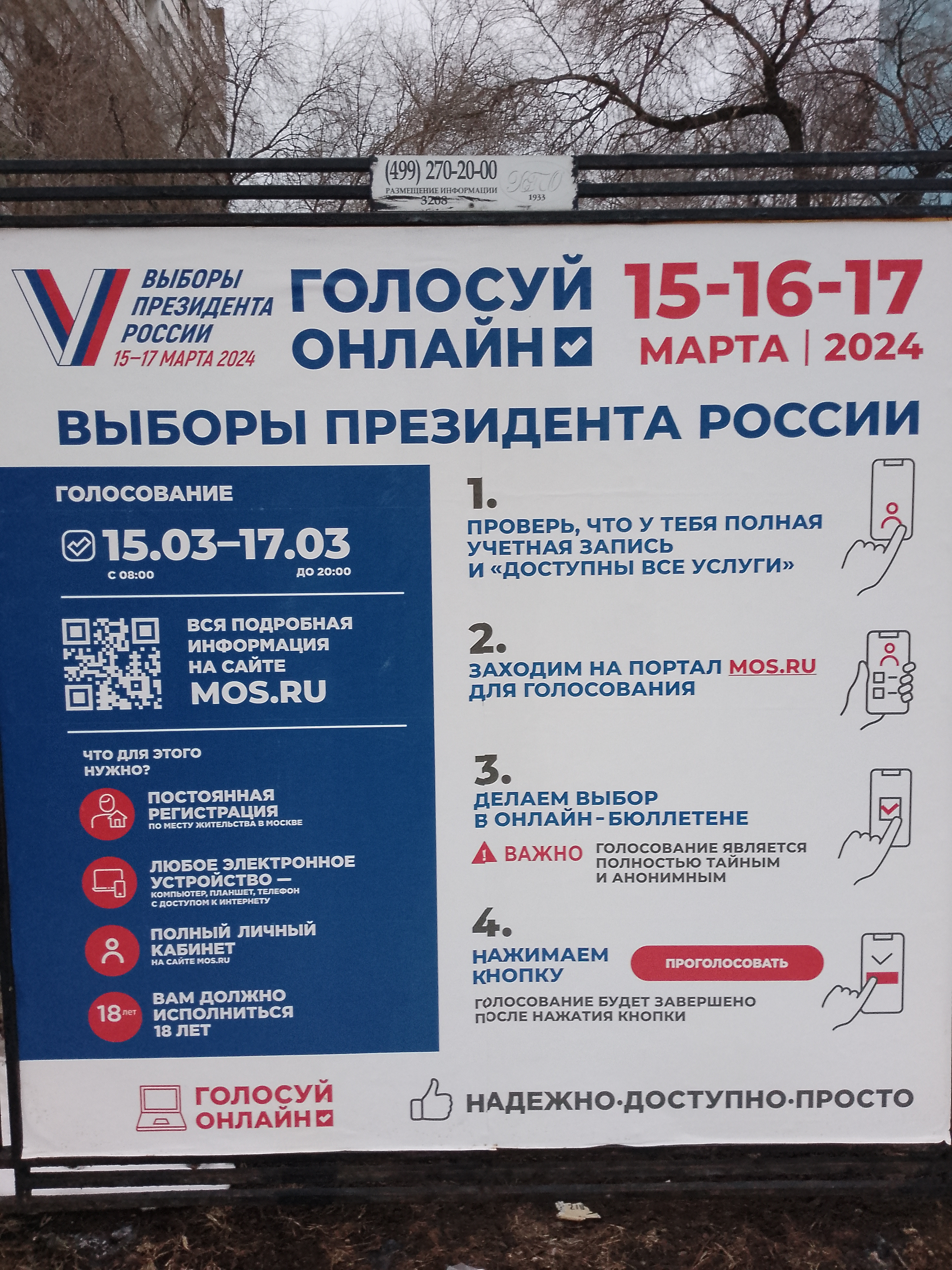
Panneau appelant à voter en ligne.

Le scrutin a lieu en l'absence des principaux observateurs internationaux, tels ceux de l'Organisation pour la sécurité et la coopération en Europe, qui ne sont pas invités, ou d'ONG indépendantes, pour la plupart interdites par le gouvernement, et dont la présence a été refusée. Seuls les candidats en lice pouvant être représentés par des observateurs dans les bureaux de vote lors du scrutin et de son dépouillement, celui-ci a lieu sans scrutateur indépendant,.
Le gouvernement met en revanche à profit l'élection pour mettre en avant des figures de l'extrême droite européenne en les invitant comme observateurs. Sont ainsi invités des représentants de plusieurs des partis regroupés au Parlement européen au sein du groupe Identité et démocratie. Soutiens de Vladimir Poutine, ils servent de faire-valoir visant à légitimer le scrutin en donnant l'illusion d'un vote démocratique,.
Les trois jours de vote à l'élection présentielle, du 15 au 17 mars  — précédés d'une période de vote par correspondance depuis le 26 février dans l'extrême-orient et les territoires ukrainiens occupés — sont émaillés de plusieurs incidents dans des bureaux de vote, tels que l'incendie ou le versement d'encre dans les urnes électorales,,.

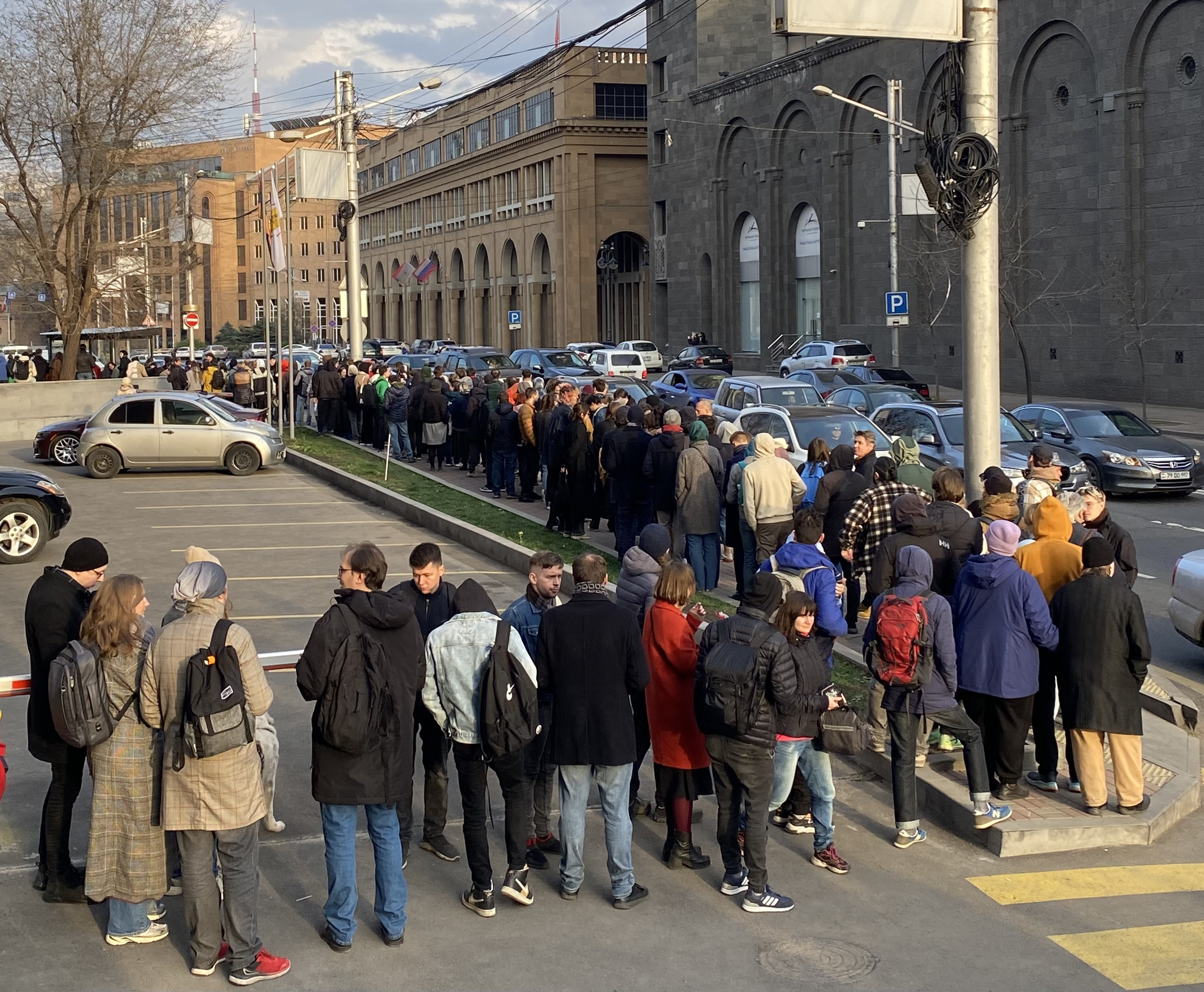
Midi contre Poutine à l'ambassade russe d'Erevan, en Arménie.

Simulacre d'élection au résultat joué d'avance, le scrutin se déroule dans un contexte d'interdiction et de répression de toute manifestation de contestation. Les pressions du gouvernement pour inciter et obliger les électeurs à aller voter amènent certains d'entre eux à s'organiser pour effectuer des votes et actions de contestation. Ceux-ci prennent par exemple la forme de bulletins de vote nuls, photographiés et publiés en ligne, mentionnant par exemple une opposition à l'invasion de l'Ukraine ou bien avec le nom de prisonniers politiques recouvrant celui des candidats. Les électeurs se pressent également aux urnes aux alentours de midi, créant de longues files d'attente autour des bureaux de vote, y compris dans plusieurs ambassades à l'étranger. Cette contestation pacifique, qui prend le nom de  Midi contre Poutine, répond notamment à un appel public de l'opposition, dont en particulier Ioulia Navalnaïa, veuve d'Alexeï Navalny. Des fleurs et bulletins de vote à son nom sont également déposés sur la tombe de l'opposant en signe de protestation,,,,.

## Résultats
|                      | Vladimir Poutine     | ER                   | 76 277 708  | 88,48 |  |  |
|                      | Nikolaï Kharitonov   | KPRF                 | 3 768 470   | 4,37  |  |  |
|                      | Vladislav Davankov   | NL                   | 3 362 484   | 3,90  |  |  |
|                      | Leonid Sloutski      | LDPR                 | 2 795 629   | 3,24  |  |  |
|                      |                      |                      |             |       |  |  |
| Votes valides        | Votes valides        | Votes valides        | 86 204 291  | 98,43 |  |  |
| Votes blancs et nuls | Votes blancs et nuls | Votes blancs et nuls | 1 371 784   | 1,57  |  |  |
| Total                | Total                | Total                | 87 576 075  | 100   |  |  |
| Abstention           | Abstention           | Abstention           | 25 434 984  | 22,51 |  |  |
| Inscrits             | Inscrits             | Inscrits             | 113 011 059 | 77,49 |  |  |

Des médias d'opposition russes (Meduza, Novaïa Gazeta), ainsi que des ONG indépendantes (Golos), dénoncent des fraudes massives concernant, selon leurs estimations, de 22 à 36 millions de voix. L'ONG Golos a notamment eu accès aux résultats et découvert que le nombre de bulletins dépassait le nombre de votants, parfois même le nombre d'électeurs inscrits dans certains bureaux de vote. Bien que les bourrages d'urnes soient récurrents en Russie, cette fraude est dénoncée comme bien plus importante qu'habituellement,,,.

## Analyse et conséquences

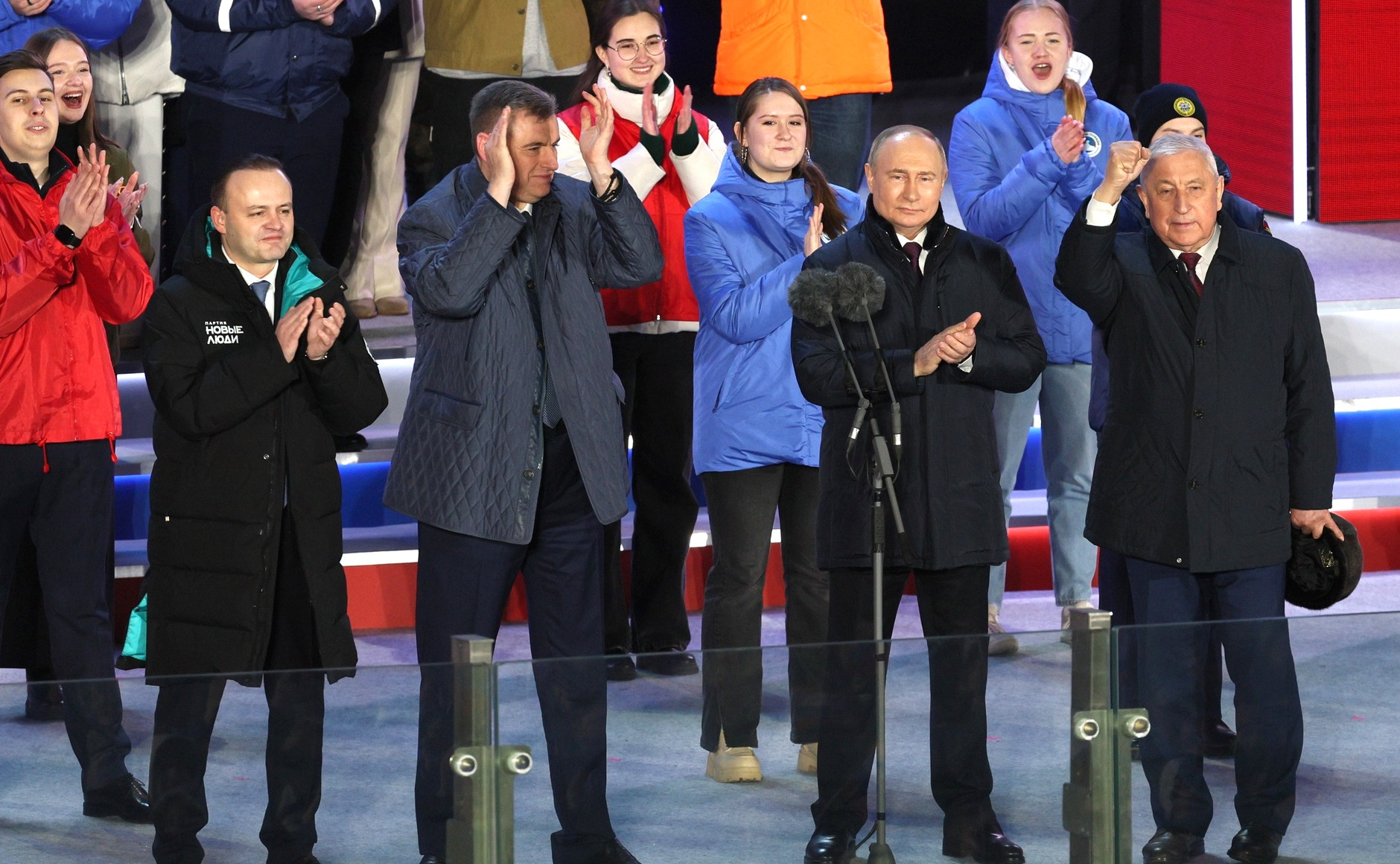
Les quatre candidats réunis sur la place Rouge le 18 mars.

Vladimir Poutine est réélu dès le premier tour pour un cinquième mandat,. L'issue du scrutin était exempte de surprise, la réélection de Vladimir Poutine ayant été préalablement assurée par l'exclusion systématique des opposants, ne laissant face au président sortant que trois candidats eux-mêmes favorables au gouvernement et à la guerre en Ukraine,. Vladimir Poutine bénéficiant par ailleurs d'une réelle popularité, le véritable enjeu du scrutin se déporte finalement sur le taux de participation, que le gouvernement cherche à rendre le plus élevé possible afin d'asseoir sa légitimité.

### Fraude
Les résultats élogieux de la victoire de Poutine ont été épluchés par la presse indépendante russe qui a essayé d'en évaluer le taux de fraude. Les trois médias indépendants russes sont d'accord sur un point : la fraude a été d'une ampleur sans précédent. Le média Meduza estime le bourrage d'urnes à 22 millions de votes. Alors que Novaïa Gazeta Europe estime le nombre de bulletins falsifiés à 31,6 millions,. Le site indépendant russe Important Stories évalue cette fraude à 21,9 millions de bulletins. Pour évaluer l'importance du bourrage d'urnes les médias indépendants russes ont utilisé la méthode de Shpilkin.
Selon Anna Colin Lebedev, la fraude va au delà du simple bourrage d'urnes. Il y a aussi le vote insincère. Ces votes sont obtenus en faisant pression sur les électeurs. Lorsqu'on sait que 50 % des entreprises dépendent de l'État, il est possible par la pression de rappeler au directeur d'entreprise qu'il est indispensable de voter en faveur du pouvoir et de faire pression auprès de ses employés. Sur les fonctionnaires aussi la pression est énorme. Cette pression est encore plus visible dans les bureaux de vote ou la police et l'armée sont déployées lors du déroulement du vote.